# Montgomery City
Montgomery City är administrativ huvudort i Montgomery County i Missouri. Orten fick sitt namn efter countyt.

## Kända personer från Montgomery City
- Ray Moore, serietecknare